# Chennaiyin FC
Chennaiyin Football Club é um clube de futebol indiano sediado na cidade de Chenai. Participa atualmente da Superliga Indiana.
A franquia é de posse de Vita Dani, do ator de Bollywood Abhishek Bachchan e do jogador de críquete Mahendra Singh Dhoni. Seu treinador é o zagueiro ganhador de Copa do Mundo Marco Materazzi, e seu jogador designado é o antigo meia da seleção brasileira, Elano. O logotipo do clube, em que se está representado o Dhrishti Bommai, representa a perseguição da negatividade e da preservação da positividade na cultura tâmil.

## História
Quando a Superliga Indiana foi fundada em 2014, a cidade de Chenai foi uma das nove localidades escolhidas que estavam abertas para propostas de franquias. Entretanto, em 11 de abril de 2014, foi-se reportado que o principal proponente da cidade, um consórcio liderado por Sunil Gavaskar teria que desistir por causa de acordos com o Conselho de Controle para o Críquete na Índia. E em agosto de 2014, com dois meses para a primeira temporada da Superliga Indiana, a empresa representante de Bangalore – Sun Group – desistiu por conta de disputas com os organizadores. Inicialmente houve notícias de que os organizadores da ISL estavam procurando por novos representantes para a franquia de Bangalore antes que se fosse revelado que Ronnie Screwvala e Abhishek Bachchan fariam uma proposta para uma equipe de Chennai. Então, em 14 de agosto de 2014, os oficias da Superliga foram inspecionar o Estádio Jawaharlal Nehru em Chennai para a equipe proposta.
Em 21 de agosto de 2014, a inclusão do clube foi confirmada, com o dono principal sendo Abhishek Bachchan. Os estrangeiros escolhidos para a temporada de estreia foram Bernard Mendy, Cristian Hidalgo, Gennaro Bracigliano, Bojan Djordjic, Eduardo Silva Lerma, Bruno Pelissari e Jairo Suárez. Em 12 de setembro de 2014, Marco Materazzi foi contratado como jogador-treinador. Um mês depois, anunciaram seus uniformes e também que a Ozone Group, uma empresa de imóveis seria o patrocinador principal do clube para o torneio.

## Títulos
Competições nacionais
- Superliga Indiana:(2) 2015, 2017-18